# Koningin Juliana (manzana)
Koningin Juliana es una  variedad cultigen de manzano (Malus domestica).
Criado en 1935 en el Laboratorio Hortícola, Wageningen, Países Bajos. Fue introducido en 1952. Las frutas tienen una pulpa firme, de textura media con un sabor subacido.

## Historia
'Koningin Juliana' es una variedad de manzana, cultivar obtenida en 1935 en el Instituto "Voor de Veredeling van Tuinbouwgewassen", Wageningen, Países Bajos por el cruce de las variedades Reinette Rouge Etoilee x Cox's Orange Pippin. Introducido en 1952.
'Koningin Juliana' se cultiva en la National Fruit Collection con el número de accesión: 1955 - 006 y Accession name: Koningin Juliana.

## Características
'Koningin Juliana' es árbol moderadamente vigoroso, portador de espolones, requiere de ocho a 10 años antes de que comience a fructificar en sus propias raíces; tiene un tiempo de floración que comienza a partir del 7 de mayo con el 10% de floración, para el 11 de mayo tiene una floración completa (80%), y para el 18 de mayo tiene un 90% de caída de pétalos.
'Koningin Juliana' tiene una talla de fruto medio-grande; forma globoso-cónica, con una altura de 56.50mm y una anchura de 67.50mm; con nervaduras débiles; piel dura, epidermis con color de fondo amarillo, con sobre color naranja en una cantidad media, con sobre color patrón rayado / moteado, "russeting" (pardeamiento áspero superficial que presentan algunas variedades) muy bajo; ojo amplio y abierto, ubicado en una cuenca poco profunda; textura de la pulpa crujiente y color de la pulpa crema; tienen una carne firme, sabor dulce, afilado, aromático y sabroso.
Su tiempo de recogida de cosecha se inicia a finales de septiembre. Se usa como fruta de mesa en fresco. Aguanta dos meses en cámara frigorífica.

## Ploidismo
Diploide auto estéril, precisa de variedades donantes de pólenes, polinizadores Grupo: C, Día: 11.